# Karnal
Karnal (hindi : करनाल) est une ville de l'État d'Haryana en Inde.

## Histoire
La ville aurait été fondée par le râja Karna, un des personnages centraux du Mahābhārata.
Fortifiée de tous temps, elle prit de l'importance en 1739 quand l'empereur perse Nâdir Shâh défit et captura l'empereur moghol Muhammad Shâh lors de la bataille de Karnal.
Le râja de Jind prit la ville en 1763, les Marathes s'y installèrent en 1785, suivis par les Sikhs. La ville fut capturée par les Anglais en 1805.
Kalpana Chawla, astronaute américaine (NASA-15) mais d'origine indienne est née à Karnal le 1er juillet 1962. Elle a effectué deux vols spatiaux, STS-87 (Columbia F-24) et STS-107 (Columbia F-28), ce dernier s'étant achevé tragiquement le 1er février 2003.

## Lieux et monuments
Le clocher de l’église St James a été construit en 1806 peu après l’établissement d’un cantonnement à Karnal. En 1841, le cantonnement a été déplacé à Ambala et l’église détruite, sauf le clocher qui avait été construit grâce à une souscription publique.
Le cimetière européen comprend près de 500 tombes de soldats.
Il y a deux Kos Minar dont un à Namaste Chowk